# Ternant (Nièvre)
Ternant is een gemeente in het Franse departement Nièvre (regio Bourgogne-Franche-Comté) en telt 206 inwoners (2009). De plaats maakt deel uit van het arrondissement Château-Chinon (Ville). In het dorp en omgeving zijn veel huizen als vakantiewoning in gebruik. Met name Vlamingen en Nederlanders weten de rustige omgeving en uitgestrekte natuur te waarderen.

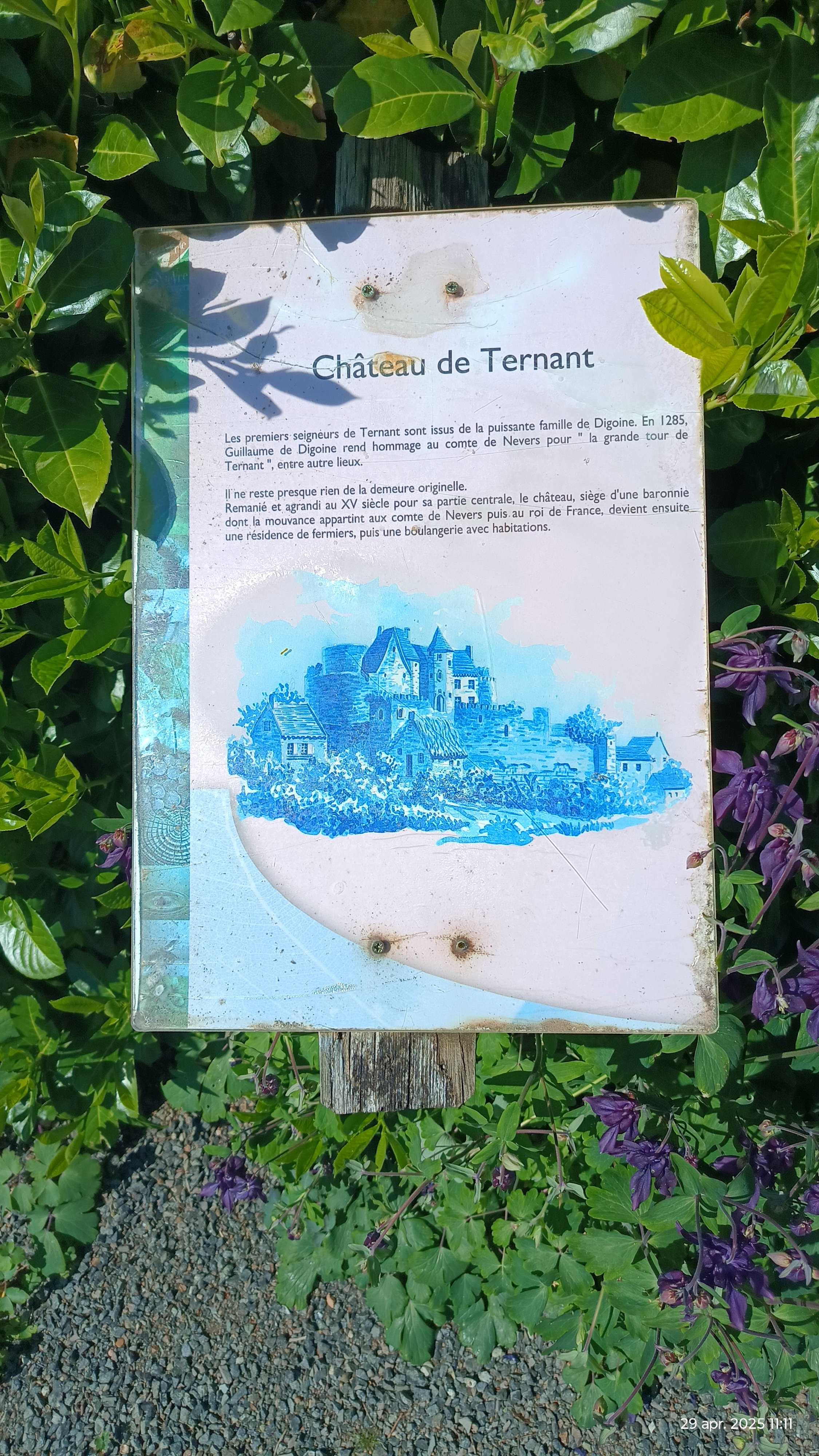
Short history of the 'Chateau de Ternant'

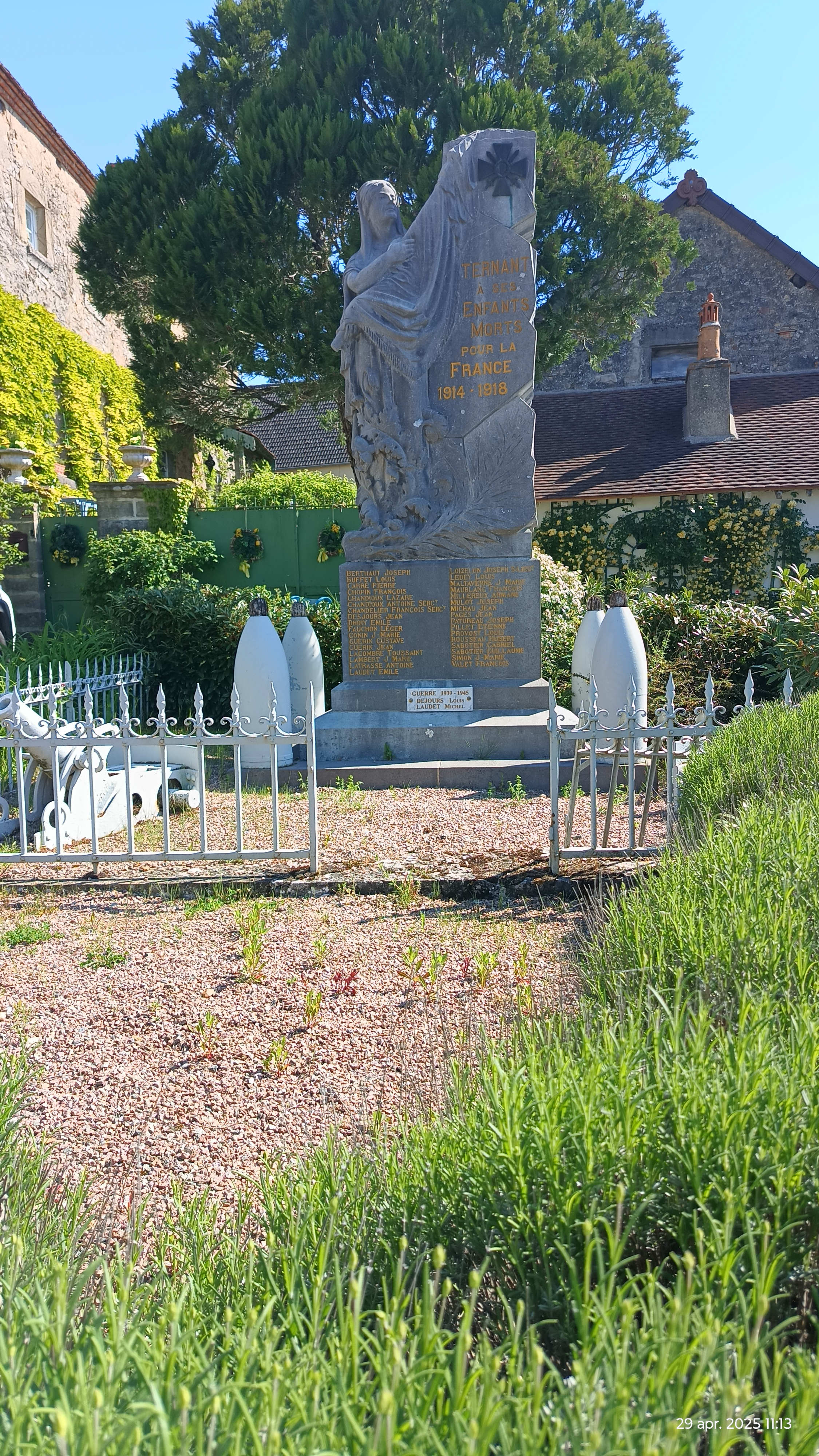
2025 04 29 Monument Wereld Oorlog I

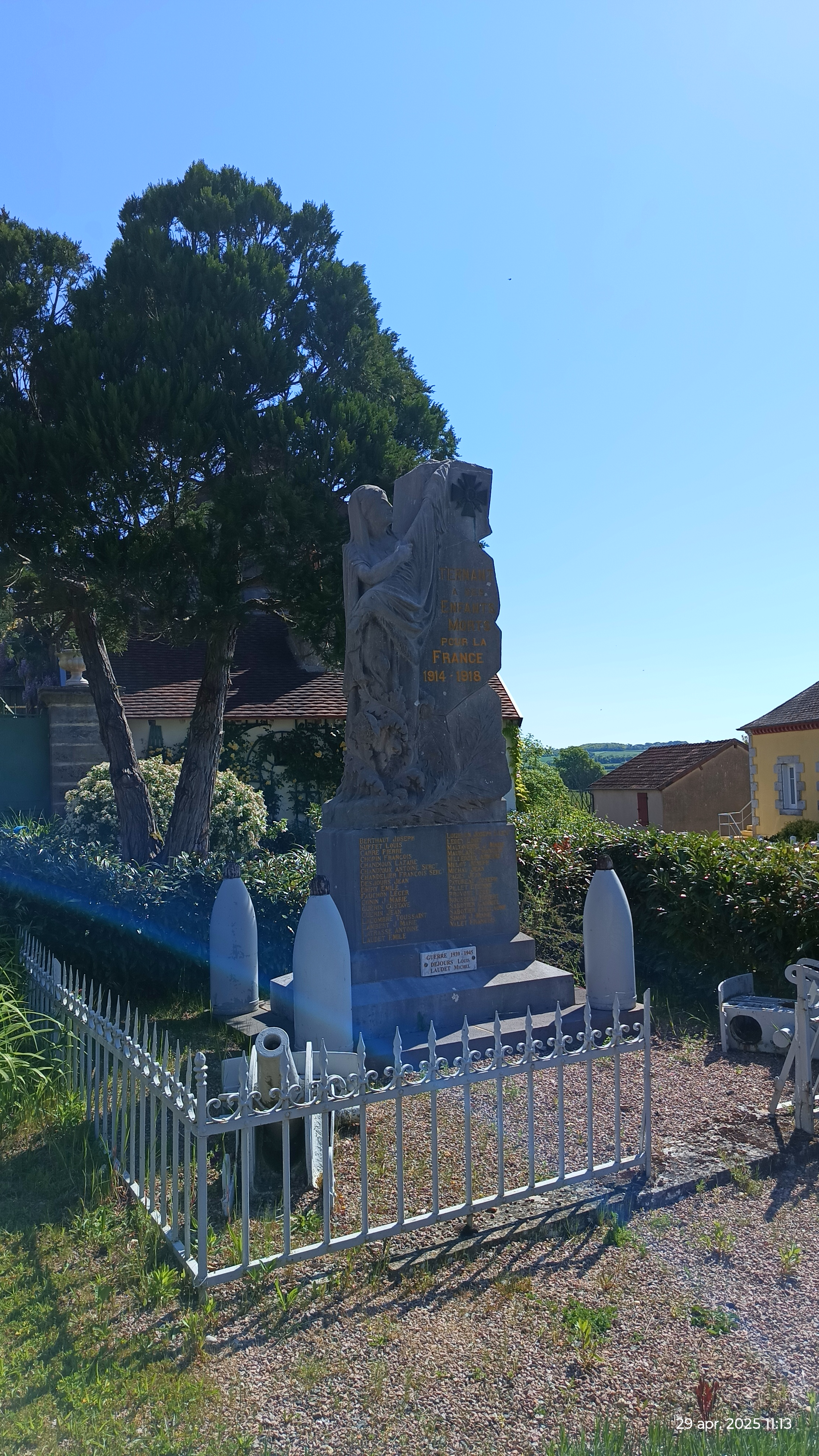
2025 04 29 Monument World War I (1e wereldoorlog)

De grote bezienswaardigheid van Ternant zijn 2 schitterende triptieken, welke zich in de Saint-Roch kerk bevinden. De kerk staat midden in het dorp, naast de lokale 'Mairie' ofwel gemeentehuis. De triptieken stammen uit de 15e eeuw en zijn door Vlaamse en Brabantse vaklieden uit hout gebeeldhouwd, met goud beschilderd en bevatten veel zeer fijne details. In de kerk is een geluidsysteem aanwezig, deze geeft (tegen betaling van een € 2,- munt en in meerdere talen) een uitgebreide toelichting op de geschiedenis van de triptieken.

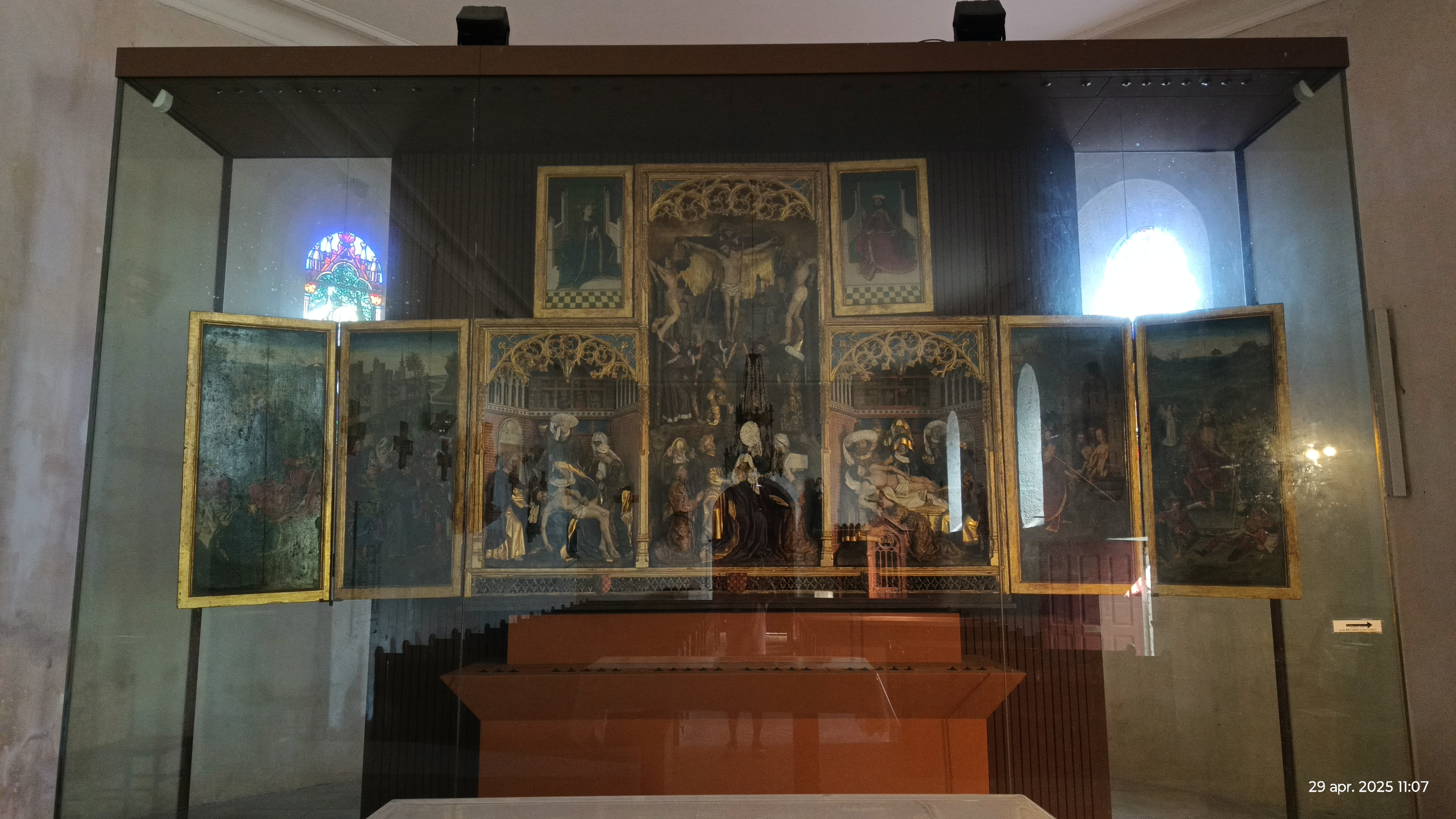
2025 04 29 Ternant triptique (triptiek)

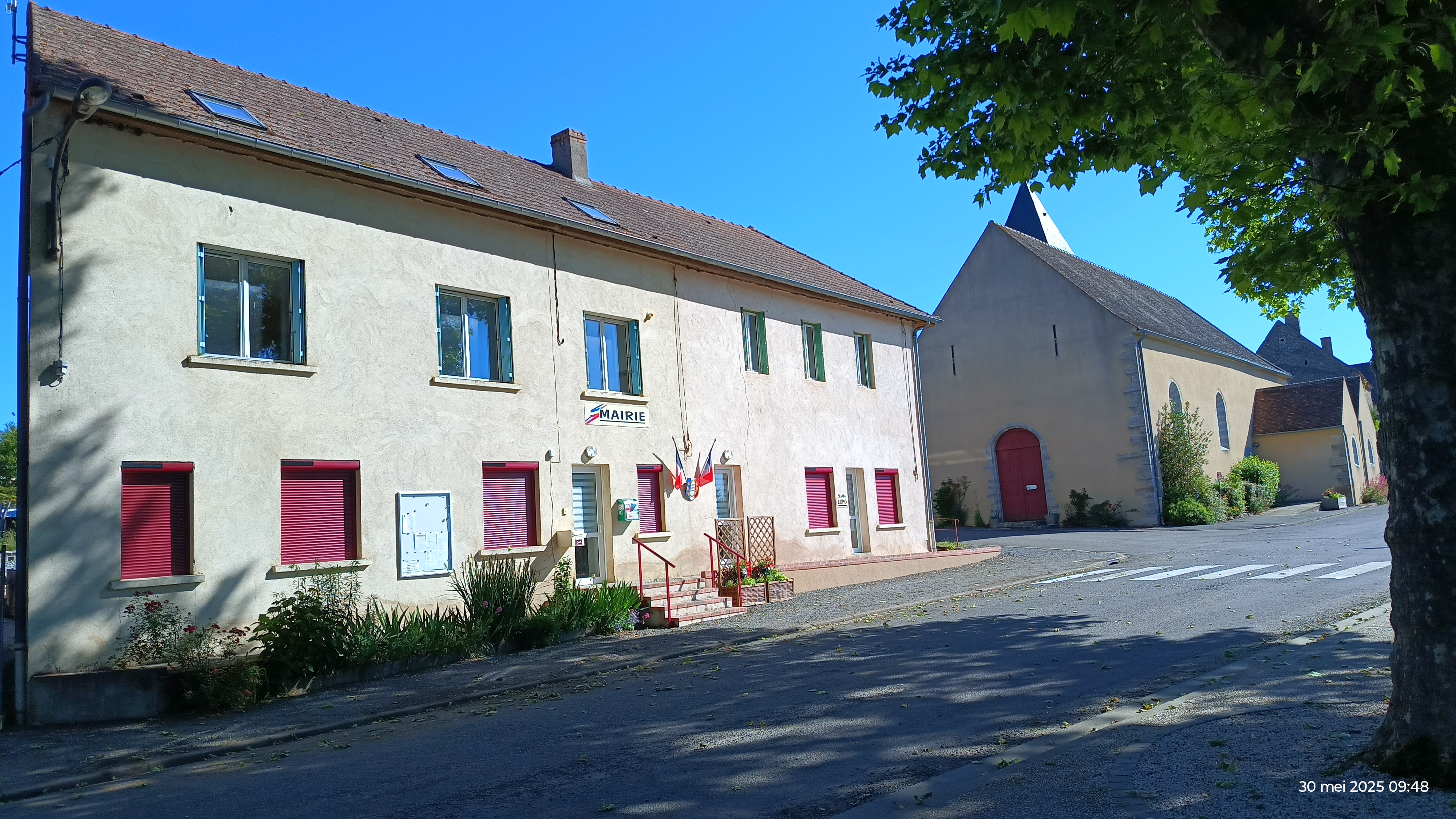
2025 05 30 Ternant Mairie (gemeentehuis)

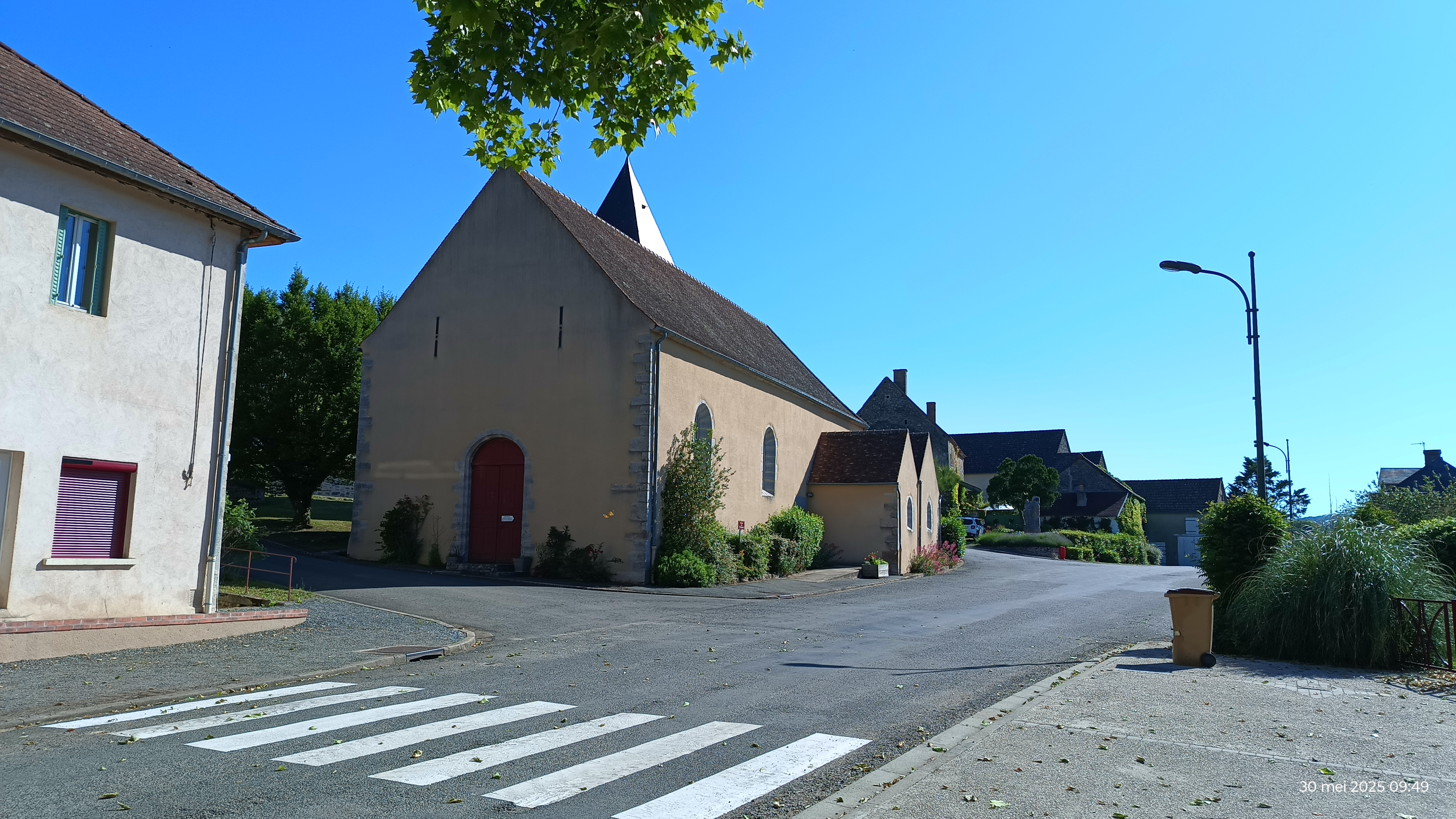
2025 05 30 Ternant Église (church, kerk) I

Naast de Saint Roch kerk bevindt zich een oud, professioneel gerestaureerd kasteel. In en om het dorp zijn enkele ondernemers actief, een overzicht daarvan is op de officiële website van het dorp beschikbaar.

## Geografie
De oppervlakte van Ternant bedraagt 20,0 km², de bevolkingsdichtheid is 10,6 inwoners per km². Op korte afstand (+- 15 kilometer) bevinden zich ondermeer de grotere plaatsen Luzy, Bourbon Lancy en Fours.
De onderstaande kaart toont de ligging van Ternant (Nièvre) met de belangrijkste infrastructuur en aangrenzende gemeenten.

## Demografie
Onderstaande figuur toont het verloop van het inwonertal (bron: INSEE-tellingen).